# Oglasa junctisigna
Oglasa junctisigna är en fjärilsart som beskrevs av George Francis Hampson 1926. Oglasa junctisigna ingår i släktet Oglasa och familjen nattflyn. Inga underarter finns listade i Catalogue of Life.